# Ca n'Estruch Nou
Ca n'Estruch Nou és un edifici del municipi d'Esparreguera (Baix Llobregat) inclòs en l'Inventari del Patrimoni Arquitectònic de Catalunya.
És una masia de planta basilical coberta a dues aigües amb teula àrab. Està orientada cap al sol naixent, i s'estructura en planta baixa, pis i golfes. Està feta de tàpia emblanquinada. La façana principal s'obre a un barri on es troben diferents dependències; aquest pati té dues portes: una d'accés i una segona que condueix als camps i a l'era. A cadascuna de les façanes hi trobem un rellotge de sol amb forma de petxina.